# Бугаев, Абдулла Махмудович
Абдул(л)а Махмудович Бугаев (род. 1 января 1949, Казахская ССР) — чеченский учёный, общественный и государственный деятель. Кандидат исторических наук, доцент, заведующий отделом историко-филологических и социально-политических исследований Комплексного научно-исследовательского института РАН, помощник председателя Парламента ЧР.

## Биография
Родился 1 января 1949 года в депортации в Казахской ССР. С 1967 года работал в системе потребительской кооперации, затем служил в армии. Окончил Чечено-Ингушский государственный университет, затем аспирантуру Института истории СССР АН СССР. Кандидат исторических наук.
В 1978—1993 годах работал преподавателем Чечено-Ингушского государственного университета. В 1990 году избран депутатом Верховного Совета Чечено-Ингушетии. До 1991 года был председателем постоянной комиссии по национальной политике и межнациональным отношениям Верховного Совета Чечено-Ингушской АССР. С 1991 года, после прихода к власти Джохара Дудаева, был одним из лидеров антидудаевской оппозиции.
В 1993—1994 годах учился в Академии народного хозяйства при Правительстве РФ. В 1995—1996 годах был первым заместителем председателя Правительства Чеченской Республики в правительстве Доку Завгаева. В июле 1996 года был избран депутатом Народного собрания Чеченской Республики от Шатойского района.
После падения правительства Завгаева вынужден был переехать в Москву. В 1996—2000 годах работал в одной из фирм в Москве. С июня 2000 года по февраль 2001 был первым заместителем Главы администрации Чеченской Республики в правительстве Ахмата Кадырова.
Затем был сотрудником аппарата полномочного представителя Президента в Южном федеральном округе, был главным федеральным инспектором и советником полпреда Президента. В 2003 году выдвинул свою кандидатуру на пост президента Чечни. На выборах, проходивших 5 октября, набрал 5,8 % голосов и занял второе место среди кандидатов. За избранного президентом А. Кадырова проголосовало 80,84 % избирателей.
В 2004 году снова выдвинул свою кандидатуру на пост президента Чечни. На этот раз президентом был избран Алу Алханов.
Был председателем правления Фонда поддержки малого предпринимательства Чеченской Республики. В настоящее время является членом партии «Единая Россия» и помощником председателя Парламента Чеченской Республики.
Сборник научных трудов Академии наук Чеченской Республики и Комплексного научно-исследовательского института РАН № 7, а также целый ряд публикаций этого сборника, был посвящён 70-летию со дня рождения Бугаева.

## Награды
- Заслуженный деятель науки Чеченской Республики (15 февраля 2021) — за значительный вклад в развитие науки Чеченской Республики, многолетнюю безупречную работу